# ماراسسانا
ماراسسانا (به لاتین: Marassana) یک منطقهٔ مسکونی در سری‌لانکا است که در استان مرکزی (سری‌لانکا) واقع شده‌است.